# Lucien Bodard
Lucien Bodard (Chongqing 1914 - París 1998) periodista i escriptor francès. Premi Goncourt de l'any 1981 per la seva novel·la Anne Marie.
Va néixer el 9 de gener de 1914 a l'actual municipalitat Chongqing (antigament ciutat de la província de Sichuan) a la Xina. El seu pare Albert Bodard era un diplomàtic francès destinat a la Xina durant deu anys. Va marxar a França amb la seva mare Anne-Marie Greffier i va estudiar Ciències Polítiques.
El 1944 va iniciar la carrera de periodista dins el gabinet de premsa i informació del govern provisional francès. Va col·laborar com a columnista en la publicació France-Illustration i el 1948 es va integrar en l'equip de France Soir dirigit per Pierre Lazareff. Hi va ser corresponsal a Indoxina, Hong Kong, Xina, Àfrica del Nord i Amèrica del Sud. La seva activitat a l'Extrem Orient va provocar que entre els seus col·legues periodistes li adjudiquesin el sobrenom de Lulu le Chinois.
Va morir el 2 de març de 1998 a París.

## Actor ocasional
De forma ocasional va fer d'actor en pel·lícules com:
- Les créatures d'Agnès Varda, 1966
- El Nom de la rosa de Jean-Jacques Annaud, 1986, protagonitzada per Sean Connery i Christian Slater
- Le Retour de Martin Guerre de Daniel Vigne, 1982

## Obres
Part de la seva obra literària va estar condicionada per les seves experiències a la Xina, com:
- La Chine de la doucer, 1957
- La Chine du cauchemar, 1961
- Monsieur le Consul, 1973, que va obtenir el Premi Interallié
- La Vallée des roses, 1977
- Les Grandes Murailles, 1987
- Le Chien de Mao, 1998 (biografia novel·lada de la vidua de Mao Zedong)

o a Indoxina, amb una trilogia escrita entre 1963 - 1967:
- L'Enlisement
- L'Humillation
- L'Aventure